# Micronesia ai Giochi della XXIX Olimpiade
La Micronesia ha partecipato ai Giochi della XXIX Olimpiade di Pechino, svoltisi dall'8 al 24 agosto 2008, con una delegazione di 5 atleti.

## Atletica leggera
| Gara            | Atleta       | Batterie | Batterie | Quarti | Quarti | Semifinali | Semifinali | Finale | Finale |
| Gara            | Atleta       | Tempo    | Pos.     | Tempo  | Pos.   | Tempo      | Pos.       | Tempo  | Pos.   |
| --------------- | ------------ | -------- | -------- | ------ | ------ | ---------- | ---------- | ------ | ------ |
| 100 m maschili  | Jack Howard  | 11"03    | 7        |        |        |            |            |        |        |
| 100 m femminili | Maria Ikelap | 13"73    | 8        |        |        |            |            |        |        |

## Nuoto
| Gara                        | Atleta        | Batterie | Batterie | Semifinali | Semifinali | Finale | Finale |
| Gara                        | Atleta        | Tempo    | Pos.     | Tempo      | Pos.       | Tempo  | Pos.   |
| --------------------------- | ------------- | -------- | -------- | ---------- | ---------- | ------ | ------ |
| 50 m stile libero maschili  | Kerson Hadley | 25"34    | 70       |            |            |        |        |
| 50 m stile libero femminili | Debra Daniel  | 30"61    | 76       |            |            |        |        |

## Sollevamento pesi
| Gara  | Atleta           | Strappo | Strappo | Slancio | Slancio | Totale | Posizione |
| Gara  | Atleta           | Ris.    | Pos.    | Ris.    | Pos.    | Totale | Posizione |
| ----- | ---------------- | ------- | ------- | ------- | ------- | ------ | --------- |
| 62 kg | Manuel Minginfel | 120     | 15      | 155     | 10      | 275    | 11        |